# Marvel Rising - Secret Warriors
Marvel Rising - Secret Warriors (Marvel Rising: Secret Warriors) è un film d'animazione per la televisione di supereroi del 2018 prodotto dalla Marvel Animation, con Ms. Marvel, Squirrel Girl, Patriot e altri. È il primo della serie Marvel Rising ed è stato rilasciato negli Stati Uniti il 30 settembre 2018 contemporaneamente su Disney Channel e Disney XD. L'inaugurazione di una squadra di nuovi personaggi ha dato alla Marvel un progetto che avrebbe presentato al pubblico alcuni dei personaggi meno conosciuti all'interno dell'universo. Il film in Italia è stato rilasciato il 24 marzo 2020 sulla piattaforma streaming Disney+ con doppiaggio in lingua inglese e spagnola, con vari sottotitoli, tra cui l'italiano. Il doppiaggio in italiano è inedito.

## Trama
Kamala Khan è un'adolescente che vive a Jersey City, nel New Jersey, ed è anche una inumana con abilità mutaforma e vive una vita segreta come la supereroina Ms. Marvel. Idolatra Capitan Marvel, ma si scontra con sua madre, che crede che il suo interesse per i supereroi le stia facendo perdere tempo, e deve ancora superare tutte le sfortunate difficoltà di essere una supereroina principiante.  Kamala e la sua migliore amica Doreen Green, un collega supereroina nota come Squirrel Girl, fermano un ladro nel parco che aveva rubato un hot dog. Il ladro è Dante Pertuz, che può controllare e manipolare il fuoco. Le ragazze incontrano anche Victor Kohl, che segue le tracce di Dante e racconta loro come sta lavorando per proteggere gli Inumani dai loro stessi poteri distruttivi. Victor e Dante fuggono entrambi dalla scena prima che Kamala e Doreen vengano avvicinati dagli agenti Quake e Patriot dello S.H.I.E.L.D., che hanno anche monitorato incidenti violenti che coinvolgono gli Inumani. Gli agenti se ne vanno e le due amiche decidono di trovare Victor e Dante e risolvere gli incidenti Inumani e dimostrare che gli Inumani dovrebbero essere visti come eroi e non minacce.
Ad America Chavez viene rubata la sua moto da Dante, che non è ancora disposto a lavorare con Victor, mentre odia i suoi poteri per come gli hanno rovinato la vita. Un'esplosione di gas accidentale nella strada costringe America, Kamala, Doreen e gli agenti dello S.H.I.E.L.D. a lavorare insieme. Poco dopo, Quake viene arrestato dall'agenzia per azione non autorizzata nell'inchiesta sugli Inumani. Kamala ritorna a quando i suoi poteri furono attivati dalla bomba Terrigena e teme che Dante potesse lottare con i suoi stessi poteri. Lei e Doreen discutono se dovrebbero fidarsi di Dante o di Victor. Victor propone a Kamala di unirsi alla sua organizzazione e la combatte quando lei rifiuta, mentre si trasforma nel suo personaggio sovrumano, Exile. Rivela che sta lavorando per Hala l'Accusatrice, che sta esplorando gli Inumani per unirsi al Kree, una razza aliena militarista. Exile rapisce Kamala e lei scompare in un portale. Doreen si unisce ad America e Patriot per salvare Kamala. Aiutano Quake a uscire dalla prigione, che si unisce a loro e rivela che anche lei è una Inumana. A loro si uniscono anche Capitan Marvel che usa le sue risorse per aiutare la ricerca.
Kamala si sveglia e scopre che è prigioniera in una cella spaziale insieme a Dante. Sono costretti da Hala l'Accusatrice a combattere l'un l'altro per proteggere le loro famiglie; tuttavia, lavorano insieme per superare in astuzia Hala e fuggire. La coppia salva anche gli Inumani innocenti dalla loro prigionia, e si uniscono con Lockjaw, un bulldog gigante che può teletrasportarsi. Capitan Marvel e la squadra arrivano e aiutano a combattere Exile e Hala. Hala viene espulsa nello spazio ed Exile viene sconfitto, ma l'astronave viene danneggiata nel combattimento. Lavorando insieme e superando i loro dubbi, la squadra atterra in sicurezza l'astronave sulla Terra, ed Exile fugge. Kamala è felicissima di incontrare il suo idolo, ma Capitan Marvel incoraggia Kamala a forgiare la propria strada e a non seguire le sue orme. Il giorno dopo, Kamala e Squirrel Girl fanno ammenda, prima che si imbattano in un quartier generale segreto. Kamala, Doreen, Dante, America, Quake, Patriot e Lockjaw si uniscono per formare una squadra di supereroi "non ufficiale" sotto la guida di Capitan Marvel. Quake è nominata leader, e alla squadra viene detto di allenarsi in segreto, in quanto chiamano la loro squadra Secret Warriors (Guerrieri Segreti). Kamala non vede l'ora di saperne di più sugli Inumani e sul loro scopo.
Tornato al quartier generale, Capitan Marvel incontra Capitan America, che è lieto di vedere il suo studente, Patriot uscire dalla sua ombra. Egli afferma il suo interesse a lavorare con una squadra sotterranea di supereroi.

## Produzione
Il film è stato annunciato per la prima volta il 7 dicembre 2017. Joe Quesada, Dan Buckley, Cort Lane ed Eric Radomski saranno i produttori esecutivi del film. Quelli accreditati come produttori esecutivi sono Stan Lee, Sana Amanat e Marsha Griffin. Lo sceneggiatore del film è Mairghread Scott con Alfred Gimeno ed Eric Radomski (supervisione del direttore creativo) come registi.

## Colonna sonora
Il 23 agosto 2018, la colonna sonora del film, Born Ready, è stata pubblicata sul canale VEVO di Walt Disney Records. La canzone è cantata da Dove Cameron, che interpreta Ghost-Spider negli altri media di Marvel Rising.

## Accoglienza
Sul sito aggregatore di recensioni Rotten Tomatoes il film detiene una valutazione del 100%, basata su 7 recensioni, con una media di 7.5/10. Il critico di ScreenRant Kevin Yeoman afferma: "Il film fa bene a raccontare una storia più ampia entro i limiti di un lungometraggio. Tuttavia, ci sono delle concessioni da fare, e riguardano principalmente la vita domestica di Kamala e lo sviluppo di America Chavez, la cui storia di introduzione e origine sembra troppo frettolosa per ciò che il personaggio merita. Con un po' di fortuna non saranno gli ultimi fan a vedere questi Secret Warriors e Disney XD avrà un'altra possibilità di far brillare questi personaggi".